# براون ایدیه
آیده براون ایدیه (انگلیسی: Aide Brown Ideye؛ زادهٔ ۱۰ اکتبر ۱۹۸۸) بازیکن فوتبال اهل نیجریه است.
وی همچنین در تیم ملی فوتبال نیجریه بازی کرده‌است.